# Kaluž

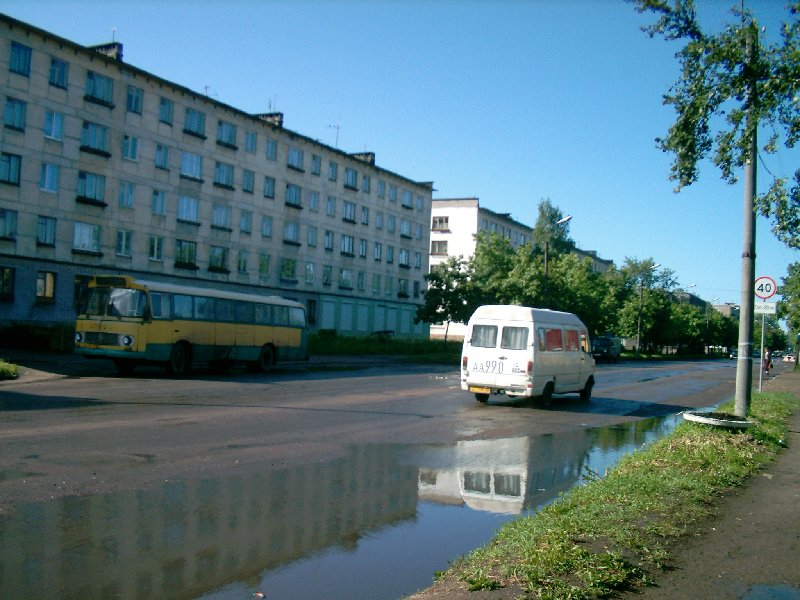
Velká kaluž na silnici v ruském městě Olonec

Kaluž (louže) je označení pro malé množství stojaté vody nahromaděné na zemi. Může se vytvořit buď sdružováním do prohlubní na povrchu, nebo povrchovým napětím po rovném povrchu. Kaluže se obyčejně tvoří po dešti nebo v důsledku umělého zavlažování.
Kaluže v přírodě poskytují základní vlhkost pro malé volně žijící živočichy, jako jsou ptáci a hmyz. Mnoho motýlů (Lepidoptera) potřebuje kaluže pro získání vody a živin, které jsou ve vodách rozpuštěné. Divoká zvěř používá kaluže, jako zdroj pitné vody, větších kaluží i k ochlazení. Ve vodách kaluží žije mnoho menších forem života, jako jsou pulci nebo larvy komárů.